# Atatürkdam
De Atatürkdam is een stuwdam in de Eufraat bij Şanlıurfa en Adıyaman in Turkije, gebouwd in de periode 1983-1990 en geopend in 1992. Het is de grootste en belangrijkste van de 22 stuwdammen in het Project Zuidoost-Anatolië. Het bijbehorende stuwmeer, het Atatürkstuwmeer, heeft een oppervlakte van 817 km² en een opslagcapaciteit van 48,5 miljard m³. Dam en stuwmeer zijn vernoemd naar Mustafa Kemal Atatürk.

## Technische gegevens
- Hoogte boven de fundering: 169 m
- Inhoud van het bouwwerk: 84,5 miljoen m³
- Capaciteit waterkrachtcentrale: 2400 MW
- Productie waterkrachtcentrale: 8,9 miljard kWh per jaar

## Archeologie
Door de vorming van het stuwmeer zijn er een aantal belangwekkende archeologische plaatsen verdronken, zoals Samsat Höyük en het nabijgelegen Lidar Höyük.